# Old Spice
Old Spice es una marca estadounidense de productos de aseo masculino que incluye desodorantes y antitranspirantes, champús, gel para ducha y jabones. Es fabricado por Procter & Gamble.
Old Spice fue lanzada como Early American Old Spice por la compañía de jabón y artículos de tocador William Lightfoot Schultz, Shulton Inc., en 1937. Primero fue dirigida a mujeres, y el producto para hombres fue estrenado antes de Navidad a fines de 1937. Old Spice ahora se vende como productos de aseo masculinos, incluidos antitranspirantes/desodorantes y gel de baño.

## Historia

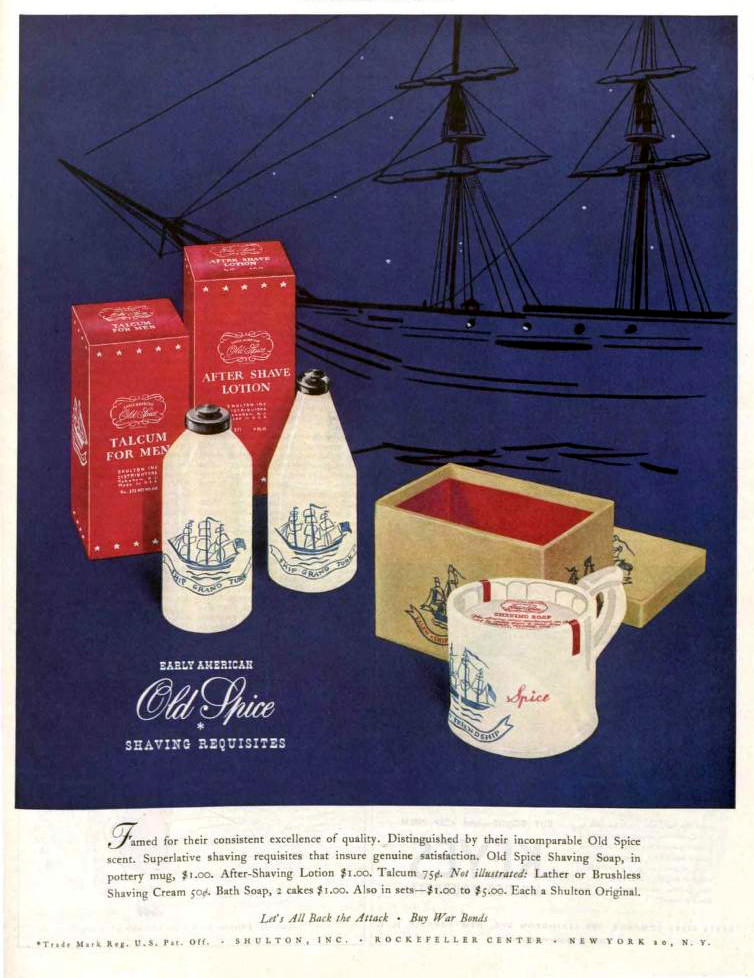
Anuncio de varios productos Old Spice de 1944.

Los productos Old Spice fueron fabricados originalmente por Shulton Company. Shulton Company fue fundada en 1934 por William Lightfoot Schultz. Schultz se inspiró en el popurrí de su madre y, como resultado, el primer producto Old Spice en 1937 fue un aroma de mujer llamado Early American Old Spice. El producto fue bien recibido y, por lo tanto, extendió la marca Old Spice a los hombres en 1938.
Los productos para hombres incluían jabón de afeitar y loción para después del afeitado, comercializados con un tema náutico. Los veleros, en particular, se utilizaron como identidad y embalaje de la marca. Los barcos originales utilizados como modelo para el embalaje fueron el Grand Turk y el Friendship. Otros barcos utilizados en el empaque de Old Spice incluyen John Wesley, Salem, Birmingham, Maria Teresa, Propontis, Recovery, Sooloo, Star of the West, Constitution, Java, United States y Hamilton.
En la década de 1970, Old Spice pasó de ser una marca de productos para afeitarse a una marca de fragancias al introducir aromas característicos como Old Spice Burley.
En junio de 1990, Procter & Gamble adquirió las fragancias Old Spice. A lo largo de la década de 2000, Procter & Gamble introdujo muchas formas de desodorante, jabones corporales y aerosoles corporales en varias esencias bajo el nombre de Old Spice.
A principios de 2008, el aroma original de Old Spice se volvió a empaquetar como "Classic Scent", tanto en las versiones de lociones para afeitarse como en las colonias. Las botellas de vidrio blanco dieron paso a las de plástico, y los tapones grises al rojo. El gel de ducha Old Spice Classic se vendió con el eslogan «El original. Si tu abuelo no lo hubiera usado, no existirías».
En enero de 2016, Procter & Gamble cambió el aroma de su Old Spice Classic After Shave. Según el sitio web del producto, según las calificaciones y reseñas, el cambio se realizó para «cumplir con las nuevas regulaciones».

## Productos

Desodorante Old Spice Pure Sport High Endurance.

La colonia de botella en forma de boya de Old Spice está disponible en su aroma original, así como en el nuevo Pure Sport. En 2006, Old Spice introdujo una fragancia, OS Signature, que ganó el Premio Grooming 2006 de la revista FHM a la mejor fragancia deportiva. Los productos Old Spice Red Zone incluyen una versión "rasca y huele" de la fragancia Signature. Old Spice lanzó la Colección Hardest Working en 2016 con antitranspirantes y jabones corporales.
En 2014, Old Spice amplió su línea de productos para el cuidado del cabello de los hombres con la introducción de champús, acondicionadores y champús dos en uno, entre otros productos para el peinado. Estos productos incluyen geles, masilla, pomadas, pasta y cera.
A partir de 2019, Old Spice tiene siete líneas principales de productos de aseo y cada línea presenta una variedad de productos y aromas:
- Colección Classic (los aromas incluyen Classic y Fresh)
- Colección Wild (los aromas incluyen Bearglove, Dragonblast, Hawkridge, Krakengård, Wolfthorn y Yetifrost)
- Colección Fresher (los aromas incluyen Amber, Citron, Deep Sea, Denali, Fiji, Timber, Tundra, Volcano, y Wilderness)
- Colección Red Zone (los aromas incluyen Aqua Reef, After Hours, Champion, Live Wire, Pure Sport y Swagger)
- Colección Red (los aromas incluyen Ambassador, Captain, Desperado y Nomad)
- Colección High Endurance (los aromas incluyen Fresh, Original y Pure Sport)
- Colección Hardest Working (los aromas incluyen Extra Fresh, Fresher Fiji, Lasting Legend, Pure Sport Plus, Steel Courage, Stronger Swagger y Tougher Timber)
- Exclusivos de Walmart y otros (los aromas incluyen 80th Anniversary Limited Edition, Blast Off, Guitar Solo y Midnight Run)

## Premios
Old Spice ha acumulado 37 premios a partir de 2016 en el Festival Internacional de la Creatividad Cannes Lions. En particular, la marca fue galardonada con dos leones de oro de Cannes por su efectividad creativa por "The Man Your Man Could Smell Like" en 2011 y "Smellcome to Manhood" en 2016.